# Johannes Erm
Johannes Erm (* 26. März 1998 in Tartu) ist ein estnischer Leichtathlet, der sich auf den Zehnkampf spezialisiert hat. 2024 siegte er bei den Europameisterschaften in Rom.

## Leben
Johannes Erm begann bereits in jungen Jahren mit dem Sport, zunächst spielte er Fußball beim FC Flora Tallinn. 2011 begann er mit der Leichtathletik. Er besuchte die Tallinn Secondary School of Science, bevor er nach dem Abschluss ein Studium an der University of Georgia, wo er Teil des Collegesportteams, den Georgia Bulldogs ist, aufnahm.

## Sportliche Laufbahn
Erm trat zu Beginn seiner Leichtathletikkarriere zunächst in den Sprungdisziplinen an. 2014 startete er erstmals in einem Zehnkampf auf nationaler Ebene und wurde sogleich estnischer U18-Meister. 2016 trat er im Zehnkampf im Rahmen der U20-Weltmeisterschaften in Bydgoszcz an. Mit insgesamt 7879 Punkten konnte er die Bronzemedaille gewinnen. 2017 erreichte er bei den U20-Europameisterschaften in Grosseto erstmals mehr als 8000 Punkte in einem Zehnkampf. Mit 8141 Punkten gewann er die Silbermedaille. 2018 trat er, mit dem Wechsel auf das College in den USA, in erster Linie in Zehnkämpfen vor Ort auf. Im Frühjahr trat er in einigen Siebenkämpfen in der Halle an, bei denen er mehrere persönliche Bestleistungen aufstellte.
Im Sommer 2019 trat Erm bei den U23-Europameisterschaften in Gävle an, bei denen er hinter dem späteren Weltmeister Niklas Kaul, die Silbermedaille gewann. Mit 8445 Punkten stellte er eine neue Bestleistung auf und verbesserte seine Leistung in insgesamt drei Teildisziplinen. Im Frühjahr 2020 stellte er auch eine neue Bestleistung für den Siebenkampf in der Halle auf. Er qualifizierte sich für die Olympischen Sommerspiele in Tokio, zu denen er im August 2021 antrat. Im Laufe der Saison hatte er keinen weiteren Zehnkampf absolviert. In Tokio konnte er sich lediglich im 1500-Meter-Lauf leicht verbessern und wurde am Ende Elfter. 2022 trat er in den USA zu seinen ersten Weltmeisterschaften an. Innerhalb der zwei Wettkampftage konnte er in drei Teildisziplinen neue Bestleistungen aufstellen und erreichte am Ende den neunten Platz. 2023 landete er bei den Weltmeisterschaften in Budapest mit neuer Bestpunktzahl von 8484 Punkten erneut auf dem neunten Platz.
2024 trat Erm im März zum ersten Mal bei den Hallenweltmeisterschaften an. Im Siebenkampf stellte er in drei Teildisziplinen neue Hallenbestleistungen auf und wurde mit einer neuen Gesamtbestpunktzahl von 6340 Punkten Drittplatzierter. Anfang Juni siegte er bei den Europameisterschaften in Rom. Dabei verbesserte er sich in vier Teildisziplinen und steigerte seine bisherige Bestpunktzahl um fast 300 Punkte bis auf 8764 Punkte.
2023 wurde Erm estnischer Meister im Zehnkampf.

## Wichtige Wettbewerbe
| Jahr                | Veranstaltung             | Ort                 | Platz               | Disziplin           | Punktzahl           |
| Startet für Estland | Startet für Estland       | Startet für Estland | Startet für Estland | Startet für Estland | Startet für Estland |
| ------------------- | ------------------------- | ------------------- | ------------------- | ------------------- | ------------------- |
| 2016                | U20-Weltmeisterschaften   | Bydgoszcz           | 3.                  | Zehnkampf           | 7879 Punkte         |
| 2017                | U20-Europameisterschaften | Grosseto            | 2.                  | Zehnkampf           | 8141 Punkte         |
| 2019                | U23-Europameisterschaften | Gävle               | 2.                  | Zehnkampf           | 8445 Punkte         |
| 2021                | Olympische Sommerspiele   | Tokio               | 11.                 | Zehnkampf           | 8213 Punkte         |
| 2022                | Weltmeisterschaften       | Eugene              | 9.                  | Zehnkampf           | 8227 Punkte         |
| 2023                | Weltmeisterschaften       | Budapest            | 9.                  | Zehnkampf           | 8484 Punkte         |
| 2024                | Hallenweltmeisterschaften | Glasgow             | 3.                  | Siebenkampf         | 6340 Punkte         |
| 2024                | Europameisterschaften     | Rom                 | 1.                  | Zehnkampf           | 8764 Punkte         |

## Persönliche Bestleistungen
Freiluft
- 100 m: 10,60 s, 10. Juni 2024, Rom
- Weitsprung: 7,98 m, 6. Juni 2018, Eugene
- Kugelstoßen: 15,38 m, 25. August 2023, Budapest
- Hochsprung: 2,04 m, 29. Juli 2023, Tallinn
- 400 m: 46,81 s, 10. Juni 2024, Rom
- 110 m Hürden: 14,19 s, 5. April 2019, Athens
- Diskuswurf: 49,39 m, 9. August 2020, Tallinn
- Stabhochsprung: 5,20 m, 11. Juni 2024, Rom
- Speerwurf: 62,71 m, 11. Juni 2024, Rom
- 1500 m: 4:22,19 min, 26. August 2023, Budapest
- Zehnkampf: 8764 Punkte, 11. Juni 2024, Rom

Halle
- 60 m: 6,90 s, 2. März 2024, Glasgow
- Weitsprung: 7,46 m, 9. März 2018, College Station
- Kugelstoßen: 15,72 m, 2. März 2024, Glasgow
- Hochsprung: 1,99 m, 9. März 2018, College Station
- 60 m Hürden: 8,03 s, 1. Februar 2020, Fayetteville
- Stabhochsprung: 5,10 m, 3. März 2024, Glasgow
- 1000 m: 2:36,02 min, 1. Februar 2020, Fayetteville
- Siebenkampf: 6340 Punkte, 3. März 2024, Glasgow